# Viorica Moisuc
Viorica Pompilia Georgeta Moisuc (* 8. April 1934 in Bukarest, Rumänien) ist eine rumänische Politikerin und ehemaliges Mitglied des Europäischen Parlaments für die Partidul România Mare. Im Zuge der Aufnahme Rumäniens in die Europäische Union gehörte sie vom 1. Januar bis zum 9. Dezember 2007 dem Europäischen Parlament an und war dort Mitglied in der Fraktion Identität, Tradition, Souveränität.

## Posten als MdEP
- Mitglied im Ausschuss für Kultur und Bildung
- Mitglied in der Delegation für die Beziehungen zu der Volksrepublik China
- Stellvertreterin in der Delegation für die Beziehungen zu den Golfstaaten, einschließlich Jemen